# Soulwax
Soulwax, encabeçado por David e Stephen Dewaele, é uma banda de rock alternativo vindos de Gante, Bélgica. Embora os irmãos Dewaele tenham lançado vários trabalhos com este nome, os dois são mais conhecidos pela sua contribuição para a música eletrônica, sobre os codinomes Flying Dewaele Brothers e 2 Many DJs com seu influente álbum As Heard On Radio Soulwax Pt. 2. O grupo é conhecido por fazer remixes de grupos como Muse, Gorillaz, Kylie Minogue e Daft Punk.

## Discografia

### Soulwax
- Leave The Story Untold (1996) (produzido por Chris Goss)
- Much Against Everyone's Advice (1999)
- Any Minute Now (2004)
- Nite Versions (2005)
- Most of the Remixes (2007)
- From Deewee (2017)
- Essential (2018)

### Remixes
- dEUS - "Everybody's Weird"
- Einstürzende Neubauten - "Stella Maris"
- Kolk - "Uma"
- Tahiti 80 - "Heartbeat"
- Zita Swoon - "My Bond With You And Your Planet: Disco!"
- Muse - "Muscle Museum"
- Lords of Acid - "I Sit on Acid 2000"
- Sugababes - "Round Round"
- Arthur Argent - "Hold Your Head Up"
- Kylie Minogue - "Can't Get You Out Of My Head"
- Ladytron - "Seventeen"
- Playgroup - "Make It Happen"
- DJ Shadow - "Six Days"
- Felix Da Housecat - "Rocket Ride"
- LCD Soundsystem - "Daft Punk Is Playing At My House"
- Daft Punk - "Robot Rock"
- Gorillaz - "Dare"
- The Gossip - "Standing in the Way of Control"
- Robbie Williams - "Lovelight"
- Klaxons - "Gravity's Rainbow"
- Justice - "Phantom Pt. II"
- LCD Soundsystem - "Get Innocuous"
- Hot Chip - "Ready For The Floor"
- Human Resource vs 808 State - "Dominator"
- West Phillips - "Sucker For A Pretty Face"
- Rolling Stones - "You Can't Always Get What You Want"
- Walter Murphy - "Fifth of Beethoven"
- MGMT - "Kids"
- The Chemical Brothers - "Hey Boy, Hey Girl"
- Arcade Fire - "Sprawl II"

### 2 Many DJs
- As Heard On Radio Soulwax Pt. 2 (2002)